# 齋藤正義
齋藤正義日语：／ Saitō Masayoshi，1516年—1548年）是日本戰國時代武將，近衛稙家庶子，齋藤道三猶子，美濃烏峰城主，幼名多幸丸，又名齋藤大納言和妙春，兒子是加木屋正次。

## 生涯
正義是關白近衛稙家的庶子，在13歳的時候，稙家將他交付給家臣瀨田左京，並且讓正義於比叡山橫川惠心院出家。正義愛好武藝，加上出身自美濃可兒郡瀨田村的左京之姊是齋藤道三的妾侍，後來道三便收正義為養子。正義後來自稱大納言是源於美濃齋藤氏持是院家的齋藤妙椿之孫大納言齋藤妙親，因此正義也被指是繼承了持是院家。
天文元年（1532年），正義元服，並且由日根野弘就給予他300名士兵，在初陣與道三敵對的土岐賴純勢力戰鬥。後來，道三在東濃可兒郡中井戶村以南的古城山上築城，並且安排正義率領2,000兵力防守該處。天文6年（1537年），正義得到附近14名將領的協助，建立烏峰城，道三在背後亦有份協助。翌年，正義入主烏峰城，並且自稱大納言。天文8年（1539年）8月，正義命人替其繪書等身大穿著甲冑的肖像，畫像現存由正義開山的岐阜縣可兒市淨音寺，畫作上也有惠那郡岩村大圓寺住持明叔的題字。
天文17年（1548年）2月，正義手下的久久利城主久久利賴興設下鴻門宴殺害正義，終年33歳，葬於淨音寺。其後，賴興率領500名士兵攻佔烏峰城，並且派賴興的同族土岐十郎左衛門防守該處。對此，正義的養父道三未有替其報仇，賴興亦未有移至烏峰城，因此推測道三可能害怕正義的勢力坐大，才利用賴興來殺害正義。
天正11年（1583年）1月，正義之孫加木屋正則殺害賴興，成功替其祖父報仇。